# Stygocyathura broodbakkeri
Stygocyathura broodbakkeri là một loài chân đều trong họ Anthuridae. Loài này được Wagner miêu tả khoa học năm 1990.